# РБ-69 (Grefenstein)
РБ-69 — українське судно (рейдовий буксир) Військово-Морських сил України.

## Історія корабля
Закладка судна і введення в стрій відбулися у 1941 р. на території Австрії. Будувалося як річковий буксир для потреб армії Третього Рейху. У 1944 р. захоплений військами Червоної армії на території Австрії і залишений у складі Дунайської флотилії ВМФ СРСР як трофей.

У радянському флоті переобладнаний у рейдовий буксир та входив у склад 70-ї групи МРСО (малих річкових судів оборони) 116-ї БРК (бригади річкових катерів) з базою в місті Ізмаїл.

Після розформування 116-ї БРК у 1995 році і перерозподілу між Україною та Росією судів колишнього Чорноморського флоту СРСР відійшов Україні.

З 1995 року судно є українським рейдовим буксиром Військово-Морських сил України. Працював портовим буксиром в Ізмаїлі.

У 1997 році списаний у резерв на переданий в оренду (за іншою версією проданий як буксир «Вікторія».